# ゆめタウン夢彩都
ゆめタウン夢彩都（ゆめタウンゆめさいと）は、長崎県長崎市元船町のショッピングセンターである。
元船町の「長崎港ターミナルビル・ビッグピット」の隣接地に、地元経済界と株式会社イズミが共同で開発した。

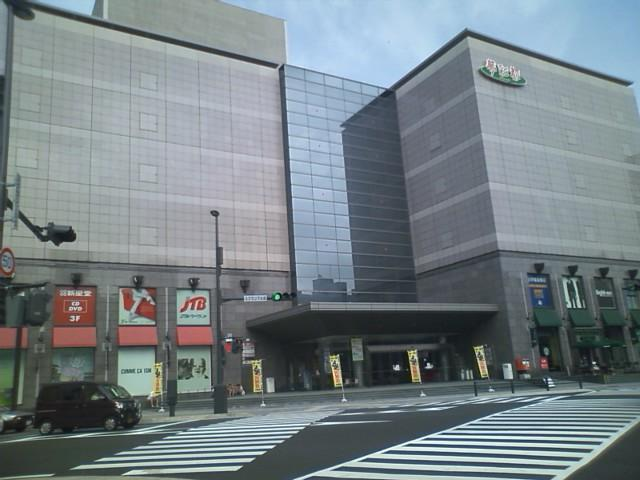
店舗名改称前の外観

## 概要
長崎港沿岸のウォーターフロント地域の再開発計画（ナガサキアーバンルネッサンス2001構想）の一環として、
1997年（平成9年）5月26日に元船地区の商業施設として株式会社イズミを核とする計画を選定し、同年10月1日に「ゆめタウン長崎（仮称）」として大規模小売店舗法に基づく届出を行ったが、21世紀へ向けた都心型複合商業施設というコンセプトによりゆめタウンという名称は使用せずに「夢彩都」と名付けられ、1998年（平成10年）7月28日に着工した。
2000年（平成12年）3月に竣工して、同年4月3日に開業し、オープニングセールは9日間で約899,000人が来店した。
中央部に4層の吹き抜けのセントラルコートがあり、南面を階段状にセットバックさせて2階・3階・4階に長崎港を眺められるオープンデッキが配置された。
開業時点では核店舗として株式会社イズミが出店していて地下が食品売り場となっており、紀伊國屋書店・ベスト電器・ナムコ・ライトオン・コムサデモードなどの大型専門店が出店していた。
また、十八銀行が長崎県内初の土日祝日も銀行窓口が利用可能なインストアブランチを出店した。
屋上に上層階に設置された駐車場へは西側に入口と出口の2本のスロープを配しており、屋上に波を思わせるアールの付いた屋根を設置すると共に県庁側の壁面に御影石打ち込みを配することで百貨店水準の外装とした。
また、長崎港に面しているために海水温度差エネルギー利用がかのうなことから、それを利用して冷水を蓄熱層に貯めて冷房用に利用するシステムも導入した。
当店の開業後2か月の時点での調査で中心商店街の約72.5%の店舗で売上が減少するなど地元商店街にも大きな影響を与えた。
その後、イズミの店舗名統一の方針に伴い、2013年（平成25年）9月1日に「ゆめタウン夢彩都」に名称が変更され、夢彩都独自で使用していた店舗ロゴもゆめタウン共通のものに変更された。

## アクセス
- JR長崎駅から徒歩約10分[5]。
- 長崎電気軌道本線大波止停留場下車、徒歩3分[13]。
- 長崎バス・長崎県営バス「夢彩都」バス停下車、徒歩2分[14]。

## 周辺
- 長崎港旅客ターミナル
- 長崎県庁
- 文明堂総本店

### 広報など1次資料
1. ↑  『〜 夢彩都 から ゆめタウンへ 地域に愛される小売グループをめざして〜 夢彩都 店舗名称変更のお知らせ』（PDF）（プレスリリース）イズミ、2013年8月8日。[リンク切れ]